# Jean-Paul Thaulez
Jean-Paul Thaulez, né le 21 octobre 1949 à Wasmes et mort le 8 février 2018 à La Louvière (province de Hainaut), est un écrivain, auteur de bande dessinée, illustrateur, poète surréaliste, auteur-compositeur et éditeur belge francophone. Connu pour ses collaborations aux journaux de bande dessinée Tintin et Spirou. 

## Biographie
Jean-Paul Thaulez naît le 21 octobre 1949 à Wasmes,.
Il publie dans Spirou dès 1969 et il publie encore un court récit de trois pages en 1971 pour ce même hebdomadaire. Il réalise seul une histoire vraie en dessin réaliste pour Tintin en 1975 sur le Caporal Trésignies, héros de la Première Guerre mondiale. 
Au 1er trimestre 1976, il écrit le scénario de la première bande dessinée de Francis Carin, un récit de 6 planches dans Tintin Sélection no 31, s'ensuivra un autre court récit illustré par le même dessinateur dans le Tintin no 40, spécial 30 ans.
Il collabore également avec Claude Jasmes dans Tintin et Tintin Sélection. 
Il est libraire en 1977.
Il se fait éditeur pour Elfaniel le troisième opus de Michaël Logan en 1977 et pour rendre hommage à André Beautemps, il fait appel à Hermann et Dany qui réalisent respectivement les couvertures des quatrième et cinquième albums de sa série emblématique en 1979. Derib se charge de la couverture de la réédition d'Elfaniel, troisième tome de la série en 1981.
Comme auteur-compositeur on lui doit le long-playing composé de 14 chansons écrites en français d'un genre musical pop-folk Drôle d'idylle chez Cerises du Nord en 1979. Il sort également un 45 tours Cassis sous le même label en 1980. Il réalise les couvertures des Aventures de l’âge d'or ainsi que des couvertures d'Érik le Viking pour les éditions Michel Deligne en 1980-1981 ainsi que la mise en couleur de l'album Le Soleil des damnés pour Dino Attanasio pour le même éditeur en 1983.
De 1984 à 1987, il scénarise Arnold le rêveur pour le jeune Bruno Di Sano qui réalise ainsi sa première série toujours dans Tintin. La série ne connaît que tardivement une publication en album dans la collection « Monde cruel » aux éditions Point Image en 1999. En 1986, il conçoit Djîle dè sang [« Gille dans l'âme »], une bande dessinée sur les gilles et le carnaval de la région du Centre édité dans la collection « Histoire et folklore », éditée par la société carnavalesque des Boute-en-train. 
En 1989, il écrit La Porée un court récit historique sur un drame à la campagne de 12 pages pour Jean-François Charles dans le numéro 37 du magazine Vécu en mai 1989.
Il publie Le Théorème du pitre : aphorismes et autres phrases jetables aux Éditions de la Syllepse en 2001.
Il est greffé du foie en 2003, il s'occupe par la suite de sensibilisation au don d'organes. Il édite une lettre de nouvelles hebdomadaire diffusée par courrier électronique intitulée Hépapillon.
Il meurt le 16 février 2018 à La Louvière, à l'âge de 68 ans.

## Œuvre

### Publications

#### Albums de bande dessinée

##### Michaël Logan
- 3. Elfaniel, Jean-Paul Thaulez éditeur, 1977
Scénario : Jean Van Hamme - Dessin : André Beautemps - Couleurs : noir et blanc,Contient Elfaniel (16 planches) et  L'Intrus version Tintin Sélection no 20 sur trois strips (26 planches). Couverture réalisée par André Beautemps.
- 3. Elfaniel, Jean-Paul Thaulez éditeur, 1981
Scénario : Jean Van Hamme - Dessin : André Beautemps - Couleurs : noir et blanc,Réédition. Contient Elfaniel (16 planches) et Le Trésor (18 planches). Couverture réalisée par Derib.
- 4. Tengku Tarawak, Jean-Paul Thaulez éditeur, 1979
Scénario : Jean Van Hamme - Dessin : André Beautemps - Couleurs : noir et blanc,Couverture réalisée par Dany.
- 5. Celui qui allait mourir, Jean-Paul Thaulez éditeur, Houdeng-Aimeries, 1979
Scénario : Jean Van Hamme - Dessin : André Beautemps - Couleurs : noir et blanc  — Couverture réalisée par Hermann.

##### Érik le viking
- 5. El Sarid le sanguinaire, éditions Michel Deligne, Bruxelles, 1980
Scénario et dessin : Don Lawrence — Couverture : Jean-Paul Thaulez.
- 6. Cyclos, l'île aux monstres, Deligne, Bruxelles, 1980
Scénario et dessin : Don Lawrence — Couverture : Jean-Paul Thaulez.
- 7. Moru, le sorcier des marais, Deligne, Bruxelles, 1981
Scénario et dessin : Don Lawrence — Couverture : Jean-Paul Thaulez.
- 8. La Forteresse de la mort[8], Deligne, Bruxelles, 1981
Scénario et dessin : Don Lawrence — Couverture : Jean-Paul Thaulez.

##### Slot Barr
- 1. Les Amazones de l'espace[14], Deligne, Bruxelles, 1981
Scénario : Ricardo Barreiro - Dessin : Francisco Solano López - Couleurs : Studio Thaulez,Contient : un dossier de 14 pages sur Slot Barr.

##### Soleil des damnés (Le)
- 1. Opération Edelweiss, Deligne, Bruxelles, 1983
Scénario : Ed Engil - Dessin : Dino Attanasio - Couleurs : Jean-Paul Thaulez

##### Arnold le rêveur
- Arnold le rêveur, Point Image, coll. « Monde cruel », Bruxelles, 1999
Scénario : Jean-Paul Thaulez - Dessin : Bruno Di Sano - Couleurs : noir et blanc -  (ISBN 2-930110-32-5),Tirage à 900 exemplaires, numérotés et signés.

#### Écrits
- Le Théorème du pitre : aphorismes et autres phrases jetables[13] aux Éditions de la Syllepse en 2001.

#### Revues et journaux

##### Spatial
- Ultimatum, Scénario et dessin de Jean-Paul Thaulez, 16 planches dans Spatial no 2 aux éditions Michel Deligne en 1978.

### Discographie
- 1979 : Drôle d'idylle[6], LP, Cerises du Nord ;
- 1980 : Cassis[7], Cerises du Nord.

### Collections publiques
Une œuvre de cet artiste est conservée au Centre belge de la bande dessinée et fait partie du patrimoine mobilier de la région Bruxelles-Capitale.

#### Livres
: document utilisé comme source pour la rédaction de cet article.
- Jean-Louis Lechat, Un demi-siècle d’aventures t. 2 : 1970 - 1996, Bruxelles, Le Lombard, 5 décembre 1996, 224 p., ill. ; 31 cm (ISBN 280361233X, OCLC 37995939, BNF 37539082, présentation en ligne), p. 115. .
- Jacques Fiérain, La BD dans la province du Hainaut, Charleroi, Éd. l'Âge d'or, septembre 2006, 96 p., ill. ; 31 cm (ISBN 9782960046458 et 2960046455, OCLC 469651838, présentation en ligne), p. 95. .
- Philippe Mellot, Michel Denni, Laurent Turpin et Isabelle Morzadec, Trésors de la bande dessinée : BDM 2023-2024 - Catalogue encyclopédique et Argus, Paris, Les Arènes, novembre 2022, 23e éd., 1677 p., ill. ; 23 cm (ISBN 9791037507280, OCLC 1351462460, présentation en ligne), p. 85. .

#### Périodiques
- M Archive, « Les étoiles filantes de Spirou », Spirou, Dupuis, no 2989,‎ 26 juillet 1995.